# 德士古道
德士古道（英語：Texaco Road）是香港新界荃灣的一條道路，連接荃錦交匯處及馬頭壩道、永順街，並與荃青交匯處及青山公路交匯。德士古道是荃灣首條區内道路，在1930年代修築，以方便德士古石油公司在鷓鴣灣海岬發展工業，後來於1959年進行重修。青山公路以北的一段德士古道屬後期興建，於1981年3月31日通車，現作德士古道北（英語：Texaco Road North），而德士古道與青山公路交匯的德士古交匯處（英語：Texaco Interchange）也於同日啓用。1990年代，德士古道進行改善工程，其中在第一階段工程興建了一座兩線單程行車天橋，連接荃灣路、青荃橋及德士古道北，於1991年12月28日通車，而由於第三階段工程最後取消進行，在第二階段工程中興建的斷橋自1995年完工起一直閒置，並被申訴專員公署發佈的主動調查報告中作為個案之一被介紹。青山公路以南呈東北－西南走向的一段德士古道為荃灣區及葵青區的分界綫，而德士古道也是荃灣路一期及二期的分界。

## 歷史

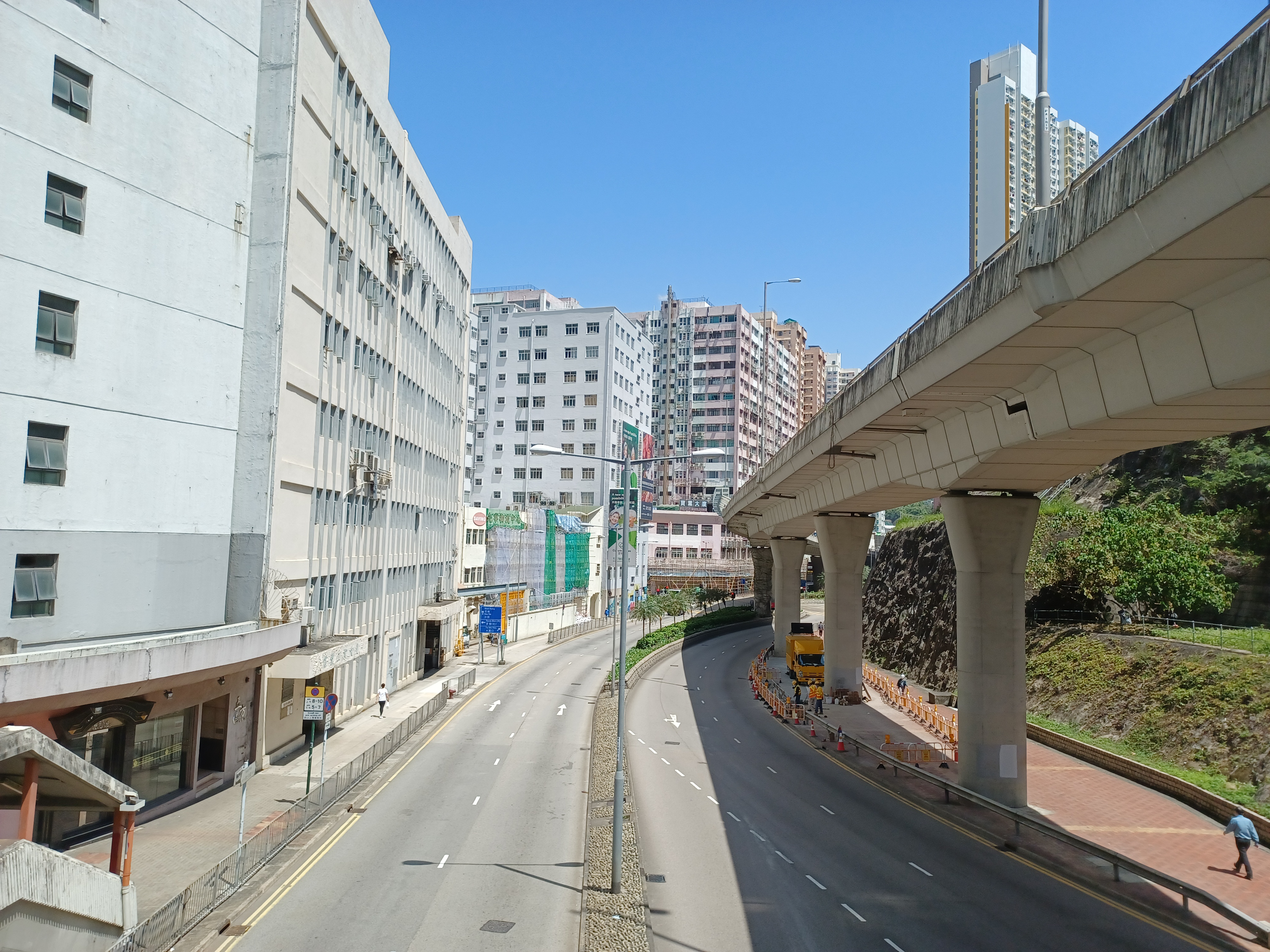
德士古道近楊屋道，上為德士古道天橋

德士古道是荃灣首條區内道路，在1930年代修築，以方便德士古石油公司在鷓鴣灣海岬發展工業。作為荃灣區改進計劃的一部分，德士古道於1959年9月展開重修及擴闊工程，為期6個月。工程完成後，德士古道設兩條闊24英尺的行車綫，其中1500英尺的路面改用碎石鋪築，兩條行車綫中間有闊6英尺的分隔帶，兩旁有闊13英尺的行人路。
作為荃灣新市鎮綜合發展計劃的其中一部分，德士古道於1981年3月31日上午11時正式延長到荃錦交匯處，並設置“德士古交匯處”以便青山公路的車輛進入德士古道，城門道與青山公路原有的路口在當日被封閉。荃錦公路自與青山公路原有的路口起至石圍角邨附近的一段自延長後的翌日上午11時起也被禁止行車，與青山公路原有的路口的一小段則只准作通往美環街之用。德士古道延長段現稱“德士古道北”，其中所建的天橋鄰近公園，因此其橋面呈碟形，並採用分支承撐架承托橋身，而天橋底部亦發展為公園的擴展部分。

### 改善工程
青荃橋及城門隧道（時稱“5號幹線”）通車後，德士古道的車流量日益增長，使德士古道難以負荷。香港政府因此為德士古道進行改善工程，並分為三個階段進行。第一階段包括建造德士古道天橋、擴闊德士古道及為一段葵福路重新定線等工程，相關工程以安誠工程顧問為顧問工程師，由禮頓建築承建，耗資1.27億港元，於1989年4月動工，而德士古道天橋則於1991年12月28日通車，由時任署理拓展署署長周子京於翌日主持啓用禮。第二階段主要是建造荃青交匯處及一段預留天橋的工程，於1992年4月展開，於1995年落成。拓展署在進行德士古道第二階段改善工程時，預先在荃青交匯處青荃路最東北位置建造了一段約300米的天橋路段及接駁口，以便日後第三階段工程接駁擬建的南行天橋，而該天橋路段及接駁口於1995年完工。惟在1999年，運輸局經檢討荃灣區的交通流量變化後，決定擱置第三階段工程。其後，荃灣區的填海計劃因為《保護海港條例》而被取消，以致該區的交通流量增長較預期低。2002年9月，德士古道第三階段工程從工務計劃中被刪除。

## 走線

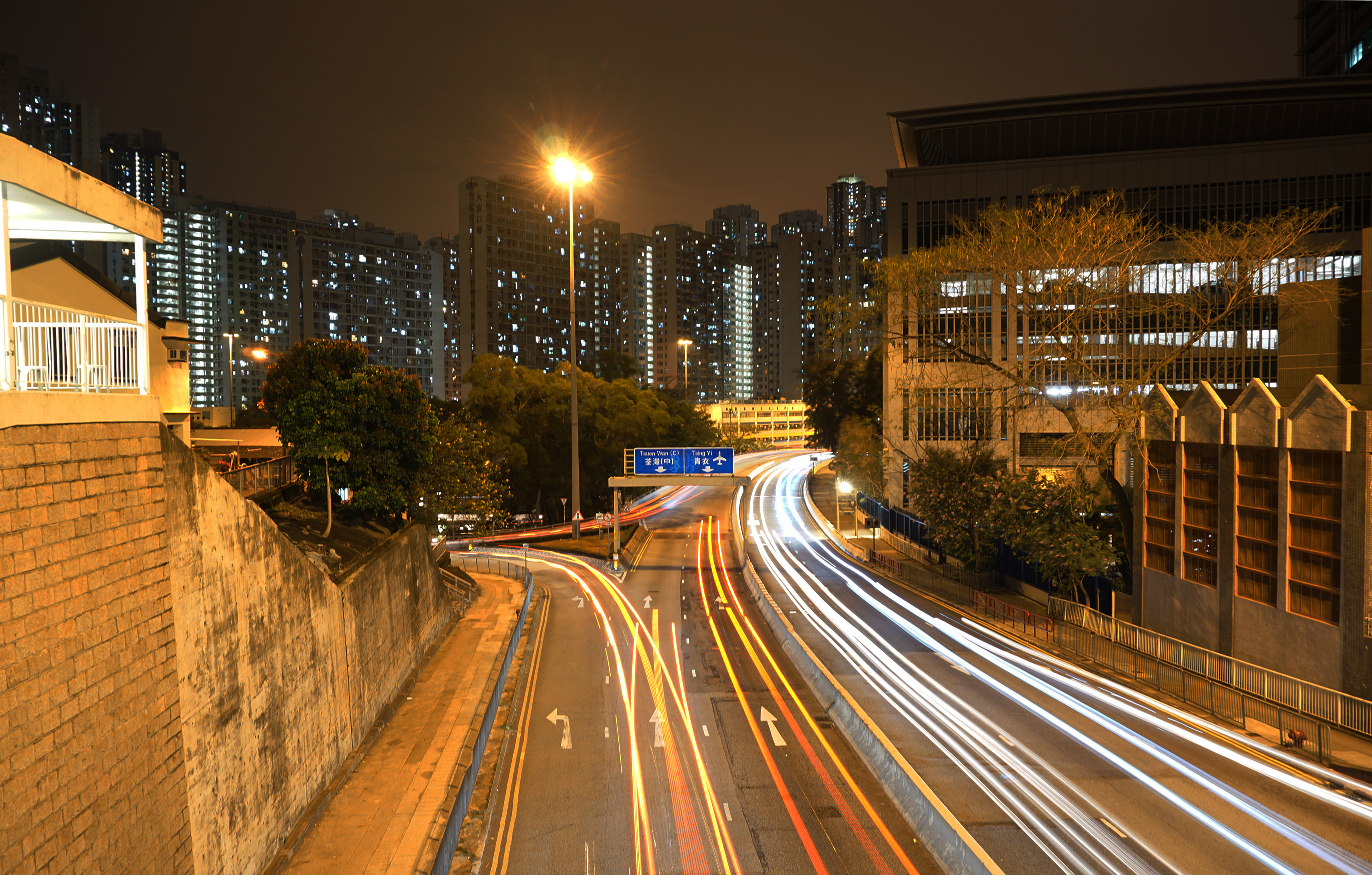
德士古道北近新界南總區總部，左為德士古道北與國瑞路的僅限靠左入、靠左出交匯處

德士古道及德士古道北全長2.07公里，其中德士古道本身長1.52公里，而德士古道北則長550米。德士古道始於其與馬頭壩道和永順街的路口，並向東南偏南走，與永德街交匯，其後稍微向東南偏東折，並分別設出口連接龍德街和荃青交匯處。德士古道其後向東北折，亦設出口連接荃青交匯處，也設天橋連接青荃路。德士古道隨後與楊屋道及葵福路交匯，並繼續往東北走，與沙咀道交匯。德士古道然後分別設通往荃榮街和荃富街的出口，並與大窩口道交匯。呈東北－西南走向的一段德士古道設天橋越過地面路段。德士古道天橋及地面路段隨即匯合，並越過青山公路，進入德士古道北。德士古道北其後慢慢折向西北，並分別與國瑞路和城門道西段以僅限靠左入、靠左出交匯處交匯，而城門道東段隨後也匯入德士古道北。德士古道北最後繼續往西北走，並通往荃錦交匯處。德士古道設一條長700米的天橋，始於青荃橋引道，終於德大徑附近。德士古道北近石圍角路一段原設出口通往石圍角路，該路段於1988年4月9日起永久封閉並修改道路走線，石圍角路西段盡頭改為連接蕙荃路而不再直通德士古道北。現時由德士古道北進入石圍角路須經過荃錦交匯處及蕙荃路。

### 出口
整段德士古道及德士古道北皆位於荃灣區，惟呈東北－西南走向的一段德士古道也同時屬於葵青區，是荃灣、葵青兩區的分界。以下描述中，“上行”指德士古道由其與馬頭壩道和永順街的路口往荃錦交匯處的方向或青山公路往古洞方向，“下行”則為兩者之反方向。
| 歸屬道路   | 距離（公里） | 目的地                                                           | 附註                                                                                       |
| ---------- | ------------ | ---------------------------------------------------------------- | ------------------------------------------------------------------------------------------ |
| 德士古道   | 0.0          | 馬頭壩道、永順街                                                 | 東為馬頭壩道，西為永順街。                                                                 |
| 德士古道   | 0.24         | 永德街                                                           |                                                                                            |
| 德士古道   | 0.35         | 龍德街                                                           | 僅限進入德士古道上行                                                                       |
| 德士古道   | 0.45-0.6     | 荃青交匯處： 5號幹線往荃灣路、往青荃路                           | 迴旋處。5號幹線西行往屯門公路，東行往葵涌道。                                              |
| 德士古道   | 0.85         | 楊屋道、葵福路                                                   | 西為楊屋道，東為葵福路。                                                                   |
| 德士古道   | 1.1          | 沙咀道                                                           |                                                                                            |
| 德士古道   | 1.2          | 荃榮街                                                           | 僅限由德士古道上行進入                                                                     |
| 德士古道   | 1.3          | 荃富街、大窩口道                                                 | 荃富街僅限由德士古道上行進入。大窩口道可由德士古道上行或下行進入，惟僅限進入德士古道下行。 |
| 德士古道   | 1.4          | 德士古交匯處：青山公路                                           | 僅限由青山公路上行進入，進入德士古道下行之車輛僅可進入德士古道地面路段                     |
| 德士古道北 | 1.6          | 國瑞路                                                           | 僅限靠左入、靠左出德士古道下行                                                             |
| 德士古道北 | 1.7          | 城門道（西段）                                                   | 僅限靠左入、靠左出德士古道上行                                                             |
| 德士古道北 | 1.7          | 城門道（東段）                                                   | 僅限進入德士古道下行                                                                       |
| 德士古道北 | 2.07         | 荃錦交匯處： 9號幹線往象鼻山路、往荃錦公路、往大河道北、往蕙荃路 | 迴旋處。9號幹線A方向（順時針）往青山公路－荃灣段及屯門公路，B方向（逆時針）往城門隧道。    |

## 現況
呈東北－西南走向的一段德士古道同時屬於荃灣區和葵青區，是荃灣、葵青兩區的分界。荃灣路一期及二期也以德士古道為分界，其中由德士古道至葵涌道一段為一期，由德士古道至屯門公路一段為二期。根據香港法例第374E章《道路交通（車輛登記及領牌）規例》，德士古道（馬頭壩道至荃青交匯處一段除外）和德士古道北都容許新界的士行駛。
環境運輸及工務局於2002年7月向香港立法會環境事務委員會提交文件，建議禁止任何車輛在午夜12時至早上6時行駛德士古道天橋，以減低汽車噪音對附近民居的影響，但建議出爐後，隨即遭的士和貨車等運輸業界強烈反對。其後經立法會環境事務委員會通過後，德士古道天橋自2005年7月4日起實施交通管理計劃，劃定禁区，禁止專營巴士在午夜12時至早上6時行駛該天橋，而德士古道北自國瑞路至荃錦交匯處的一段則被納入低噪音路面試驗計劃。由於巴士在駛經地面德士古道時發出的噪音會被鄰近大廈平台遮擋，巴士經過時引致的最高交通噪音被減低至少5分貝。

### 年平均每日交通流量
以下為2021年德士古道及德士古道北各段的年平均每日交通流量數據，其中德士古道天橋及德士古道北由香港運輸署界定為「主要幹路」（Primary Distributor, PD），而德士古道地面路段則由香港運輸署界定為「區域幹路」（District Distributor, DD）。
| 道路             | 路段                                                                                      | （車輛架次） | 估計數據 | 道路類型 |
| ---------------- | ----------------------------------------------------------------------------------------- | ------------ | -------- | -------- |
| 德士古道地面路段 | 自與馬頭壩道和永順街的路口至荃青交匯處 （與馬頭壩道自其和永順街的路口至楊屋道的路段合計） | 15,160       | 是       | 區域幹路 |
| 德士古道地面路段 | 自德士古道南端至德士古道天橋                                                              | 56,560       | 否       | 區域幹路 |
| 德士古道地面路段 | 自荃青交匯處引道至沙咀道                                                                  | 32,420       |          | 區域幹路 |
| 德士古道地面路段 | 自德士古道124號至楊屋道                                                                   | 72,250       |          | 區域幹路 |
| 德士古道地面路段 | 自沙咀道至荃富街                                                                          | 28,290       | 是       | 區域幹路 |
| 德士古道地面路段 | 自荃富街至德士古道北                                                                      | 45,930       |          | 區域幹路 |
| 德士古道天橋     | 自荃青交匯處至德大徑                                                                      | 31,220       | 主要幹路 |          |
| 德士古道北       | 自青山公路－荃灣段至石圍角路                                                              | 35,590       | 主要幹路 |          |
| 德士古道北       | 自石圍角路至荃錦交匯處                                                                    | 24,020       | 主要幹路 |          |

### 德士古道斷橋

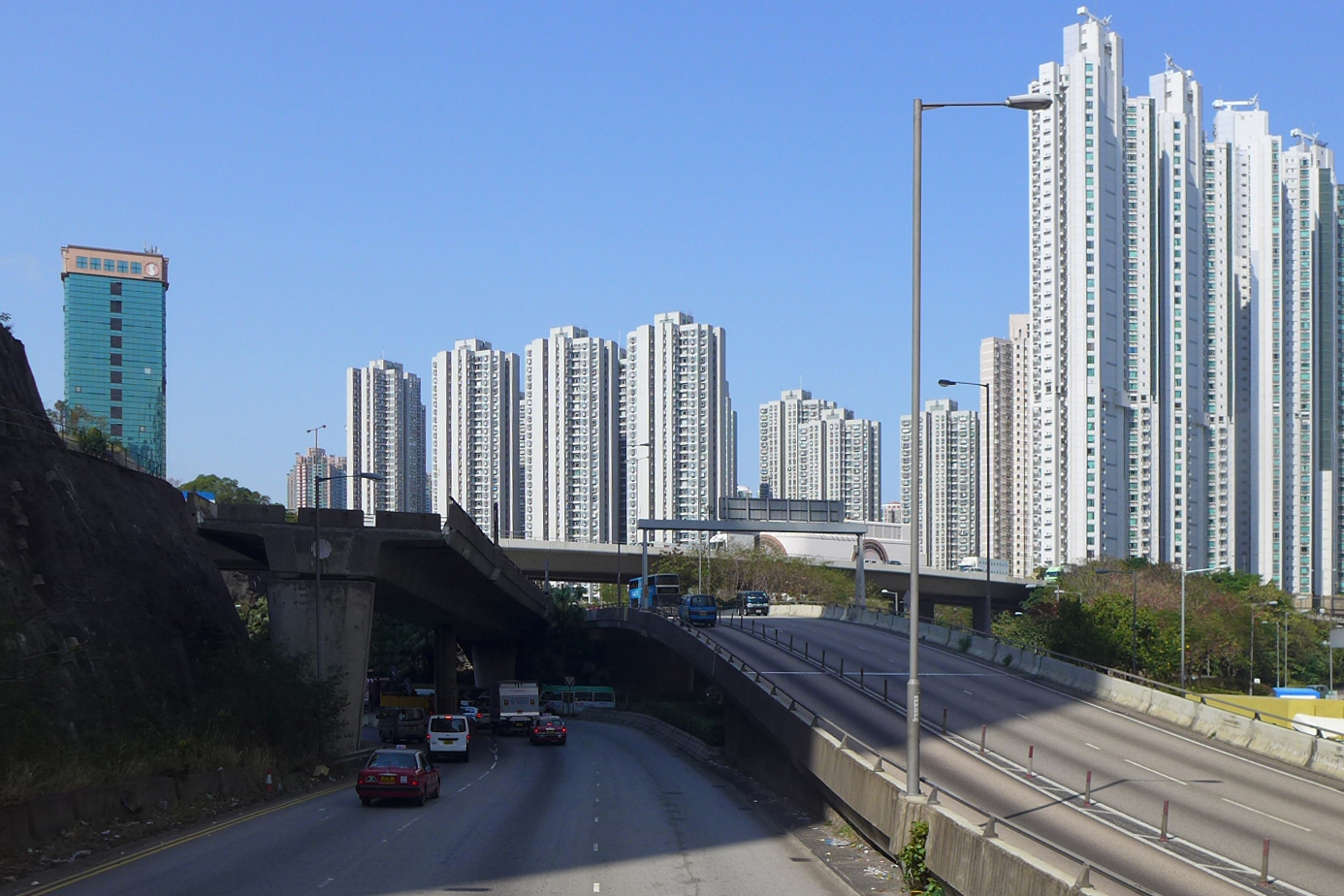
拓展署在荃青交匯處青荃路最東北位置建造了一段約300米的天橋路段及接駁口（左方），在1995年完工後一直閒置。下方為德士古道連接荃青交匯處的出口，右方為連接青荃路的天橋

拓展署在進行德士古道第二階段改善工程時，預先在荃青交匯處青荃路最東北位置建造了一段約300米的天橋路段及接駁口，以便日後第三階段工程接駁擬建的南行天橋，而該天橋路段及接駁口於1995年完工，相關工程耗資580萬港元。荃青交匯處的路面迴旋處一向是荃灣及葵青兩區的嚴重交通擠塞地點，而由於天橋位處荃青交匯處之上，日後在第三階段工程內於該日益繁忙的重要交匯處進行建造該天橋的工程時，預計會造成嚴重及持續整個日間的擠塞，因此在評估社會成本後，政府認為該天橋應於第二階段建造荃青交匯處時一併預先建造可使交通影響及社會成本減至最少。1999年，運輸局經檢討荃灣區的交通流量變化後，認為在9號幹線通車後，重型車輛會改行該幹線，以致德士古道天橋的交通流量不會大幅增長，並因此決定擱置第三階段工程。拓展署和運輸署在2000年6月向葵青區議會交通及運輸委員會匯報有關決定，而拓展署亦在同年11月向荃灣區議會匯報有關決定。其後，荃灣區的填海計劃因為《保護海港條例》而被取消，以致該區的交通流量增長較預期低。2002年9月，德士古道第三階段工程從工務計劃中被刪除。
2010年至2014年期間，荃灣區議會及葵青區議會各自的交通及運輸委員會曾分別要求政府將斷橋連接德士古道地面，以疏導荃灣往青衣的交通和荃青交匯處的擠塞情況。然而，運輸署指德士古道天橋仍能滿足當區的交通需要，故無計劃推行德士古道第三階段工程。2016年5月，荃灣區議會交通及運輸委員會再次要求運輸署興建未完成的德士古道天橋。運輸署表示，因應荃灣區內新發展項目相繼落成，其會收集區內最新的交通流量並進行評估。同年8月，時任香港立法會議員兼荃灣區議員陳恒鑌稱他數年前已建議續建斷橋，但政府一直不予理會，直至2015年荃灣及葵青區議會與政府展開聯席會議，他再提議將斷橋接通德士古道地面，政府方敷衍地回應其，並批評如此完全不能接受。
2017年6月15日，葵青區議會交通及運輸委員會召開當年第三次會議，期間時任委員會主席徐曉及時任葵青區議員羅競成等人均提出應運用德士古道斷橋位置興建新天橋的意見。會議中，羅競成和潘志成提出“要求運輸署、路政署盡快落實重駁德士古道斷橋工程，以疏導青衣、荃灣的交通情況”的臨時動議，並獲得委員會一致通過。後來，路政署將斷橋連接工程與荃灣路擴闊工程一併研究，而相關的勘測工作於2019年5月展開。德士古道斷橋的情況在申訴專員公署於2020年3月5日發佈的主動調查報告《閒置天橋和「斷橋」的問題》中作為個案之一被介紹。2021年2月，路政署向葵青區議會提交荃青交匯處改善工程文件，建議從楊屋道右轉、葵福路左轉及德士古道地面路段往青衣方向興建一條單向引道接駁至斷橋位，以方便車輛直接駛上青荃橋，減少荃青交匯處車流。